# Véraza
Véraza es una pequeña localidad de 45 habitantes (datos de INSEE de 1999) y comuna francesa, situada en el departamento del Aude en la región de Languedoc-Roussillon, a unos 450 metros de altitud sobre el nivel del mar.
A sus habitantes se les conoce por el gentilicio Vérazanais.

## Etimología e historia
Antiguamente llamada Varadanum, Verazanum y Castrum de Verazano, en el siglo XVII aparece nombrada como Beraza y en 1807 como llogarret de Véraza. Con el nombre de Véraza fue elevada de aldea a comuna francesa el 11 de junio de 1878.